# Bailey O'Donnell
Pour les articles homonymes, voir O'Donnell.
Bailey O'Donnell, né le 25 septembre 2000 à Ashburton, est un coureur cycliste néo-zélandais.

## Biographie
En octobre 2017, Bailey O'Donnell domine la version junior du Tour de Southland en remportant trois étapes ainsi que le classement général. Il termine également deuxième du championnat de Nouvelle-Zélande sur route dans sa catégorie. Sur piste, il se fait remarquer lors de la saison 2018 en devenant champion national, champion du monde junior et vice-champion d'Océanie junior de poursuite par équipes. Il termine par ailleurs troisième du classement par points du Tour du Pays de Galles juniors. 
En 2019, il s'adjuge la médaille d'argent dans la poursuite par équipes aux championnats d'Océanie élites, avec la délégation néo-zélandaise. Il décroche aussi deux victoires et diverses places d'honneur dans des épreuves régionales belges, sous les couleurs d'un club flamand. Les années suivantes, il obtient de bons résultats sur plusieurs éditions de la New Zealand Cycle Classic. Il porte aussi successivement les couleurs de St George Continental, de Global 6 Cycling puis du CR4C Roanne, un club français. 
Après en avoir intégré l'effectif dès mai 2022, il passe professionnel avec la formation Bolton Equities Black Spoke, qui accède au statut d'UCI ProTeam. L'équipe est cependant dissoute en fin d'année 2023. Bailey O’Donnell poursuit néanmoins la compétition en 2024. De nouveau engagé sur la New Zealand Cycle Classic, il monte à trois reprises sur le podium d'étapes, ce qui lui permet de gagner le classement par points. Sur piste, il est sacré champion de Nouvelle-Zélande de l'américaine et de la course à l'élimination. Il retrouve ensuite le niveau continental en 2025 au sein de la structure MitoQ-NZ Cycling Project. 

## Palmarès sur route

### Par année
- 2017
  - Tour de Southland juniors :
    - Classement général
    - Prologue, 2e et 3e étapes

  - 2e du championnat de Nouvelle-Zélande sur route juniors
- 2018
  - 1re et 2e étapes du Tour de Southland juniors
  - 2e du Graperide
  - 3e du Tour de Southland juniors
- 2020
  - Sefton Classic
- 2021
  - Graperide
- 2025
  - 2e de l'Around Brunner Ride

### Classements mondiaux
| Année                                 | 2022  | 2023 | 2024  |
| ------------------------------------- | ----- | ---- | ----- |
| Classement mondial                    | 2288e | nc   | 2158e |
| UCI Oceania Tour                      | 100e  | nc   | 89e   |
|                                       |       |      |       |
| Légende : nc = non classéSource : UCI |       |      |       |

## Palmarès sur piste

### Championnats du monde
| Édition / Épreuve    | Poursuite par équipes                     |
| Aigle 2018 (juniors) | Or (avec Strong, Jackson et Fisher-Black) |

### Championnats d'Océanie
| Édition / Épreuve | Poursuite par équipes | Américaine |
| Invercargill 2019 | Bronze                |            |
| Cambridge 2024    | Bronze                | Argent     |

### Championnats nationaux
- 2018
  -  Champion de Nouvelle-Zélande de poursuite par équipes (avec Hugo Jones, Maxwell Jones et Joshua Scott)
  - 2e du championnat de Nouvelle-Zélande de poursuite juniors
  - 2e du championnat de Nouvelle-Zélande de l'américaine
  - 3e du championnat de Nouvelle-Zélande de vitesse par équipes juniors
- 2019
  - 3e du championnat de Nouvelle-Zélande de poursuite par équipes
- 2024
  -  Champion de Nouvelle-Zélande de l'américaine (avec Marshall Erwood)
  -  Champion de Nouvelle-Zélande de l'élimination
  - 2e du championnat de Nouvelle-Zélande de l'omnium